# 학교 2013
《학교 2013》은 2012년 12월 3일부터 2013년 1월 28일까지 KBS 2TV에서 방영된 시즌제 교육 드라마 《학교 시리즈》의 다섯 번째 작품이다.
학교 폭력·교권 추락·성적 등 교육 현장에서 벌어지는 실태를 현실성 짙은 소재로 묘사하면서, 시청자들에게 큰 호평을 얻었지만, 학교 폭력 등 모방 위험 우려 때문에 논란의 소지가 많다는 특징이 있었다.
일본에도 수출되어 《흔들리며 피는 꽃》(ゆれながら咲く花 유레나가라사쿠하나[*])이라는 제목으로 방영되었다.

## 줄거리/제작 지원
정부 차원의 학교폭력 예방 사업 프로젝트의 일환으로, KBS2 '학교' 시리즈의 2013년 버전 학교를 중심으로 일어나는 다양한 문제들을 그린 교육 드라마 이므로, 학교 촬영의 경우 율천고등학교의 제작 지원으로, 촬영하였다.

## 등장인물

### 주요 인물
- 장나라 : 정인재 역

2학년 2반 담임으로 담당 과목은 국어다. 열정은 넘치지만 기간제라는 현실과 영악한 아이들에게 번번이 휘둘리기만 한다. 그래서 학생지도는 안중에도 없이 진도 빼기에만 급급한 강세찬(최다니엘)과는 첨예한 대립을 하게 된다.
- 최다니엘 : 강세찬 역

강남에서 잘나가던 스타강사. 불법고액과외에 연루되어 그 처벌로 고등학교에서 6개월 동안 근무하게 됐다. 이후 정인재(장나라)와 2학년 2반 공동담임을 맡게되는데 2% 부족한 그녀와는 달리 수준급의 말빨과 카리스마로 덤벼드는 아이들을 단번에 제압해버리는 등 학생지도 부분에선 인재보다 한수위. 뿐만 아니라 시간이 갈수록 점차 아이들에게 동화되기 시작한다.
- 이종석 : 고남순 역

2학년 2반 반장. 과거, 흥수와는 친구 사이였으나 모종의 사건으로 사이가 틀어졌다.
- 박세영 : 송하경 역

2학년 2반 부반장.
- 김우빈 : 박흥수 역

2학년 2반의 유급 전학생, 전설의 일짱, 키 크고 몸 좋고 인상 험악한데다 나이까지 많은 형님 전학생. 경기도에서 서울까지 학교를 5번씩이나 옮긴 학교 쇼핑의 대가로 주먹도 깡도 세고, 거칠고, 잔인하며, 머리도 좋지만, 겉으로는 행동이 묵직하고 전반적으로 무심해 보임.
- 효영 : 이강주 역

2학년 2반엔 남자 , 여자 그리고 깡주가 있다 할 정도로 선머슴아 여학생.

### 승리고등학교
교사
- 박해미 : 임정수 역

승리고 교장선생님으로 전에 근무하던 푸른고를 전교 1위로 만든 전설교장선생님.
- 이한위 : 우수철 역

승리고 교감선생님으로 목표가 교장선생님이다.
- 엄효섭 : 엄대웅 역

승리고 2학년 부장 선생님으로 과목은 수학이다. 일명 엄포스.
- 윤주상 : 조봉수 역

승리고 체육선생님으로 세찬의 고등학교 선생님이기도 하다.
- 오영실 : 유난희 역

승리고 윤리선생님으로 한때 정선생처럼 극성스런 열정 교사였으나 3년전 체벌한 학생에게 고발당한 뒤 모든 희망과 가능성을 놓아버렸다.
- 권남희 : 권남희 역

승리고 중어선생님으로 모든 선생님과 아이들에게 존댓말을 쓰며 조용하고 예의가 바르다.
- 김연아 : 김연아 역

올해 첫 발령받은 신인 교사로 학생들에게 인기가 많으며 과목은 지구과학이다.
- 이원석 : 김대수 역

모든 것을 책임지는 걸 싫어하고 대세를 따라가는 승리고 영어선생님이다.
- 안혜경 : 보건교사 역

승리고 보건교사로 유일하게 정선생과 친구사이이다.
학생
- 곽정욱 : 오정호 역

승리고 고2. 소위 말하는 일진이다.
- 최창엽 : 김민기 역

공부 잘하고 운동 잘하고 놀기도 잘 노는 2반 학생.
- 이지훈 : 이지훈 역

일진 오정호의 친구로 동급생들을 괴롭히나 후에 반성하고 괴롭힌 친구들에게 사과한다.
- 이이경 : 이이경 역

승리고 2학년 2반의 실세인 오정호의 유일한 친구이다.
- 김영춘 : 변기덕 역

교내 최고의 인맥의 왕자이자 처세의 달인. 그 중 남순의 유일한 베프라고 혼자만 생각한다.
- 김창환 : 한영우 역

장애라고 하기도 그렇고 정상이라고 하기에도 조금은 부족한 특수학생. 생각도 아직 덜 여물었으나, 워낙 긍정적이고 순수하다.
- 전수진 : 계나리 역

초등학교 1학년 때부터 3년간 활동한 아역탤런트 출신으로서 평범한 학생으로 돌아온 이후로는 왕따에 시달렸다.
- 김동석 : 김동석 역

게으르고 더럽고 무심한 4차원. 유럽축구광이라 밤새워 축구 중계를 보고 학교에선 종일 잔다.
- 김종현 : 김종현 역

2학년 2반 학생. 부잣집 아들이다.
- 이규환 : 이규환 역

2학년 2반 학생이다.
- 신혜선 : 신혜선 역

2학년 2반 학생으로 계나리의 친구이기도 하다.
- 남경민 : 남경민 역

2학년 2반 학생으로 부반장이자 전교 1등인 송하경을 질투한다.
- 길은혜 : 길은혜 역

2학년 2반 학생으로 이기적인 학생이기도 하다.
- 김민경 : 김민경 역

2학년 2반 학생이다.
- 다니 : 김다니 역

2학년 2반 학생으로 외모에 관심이 많은 여고생이다.
- 오가은 : 오가은 역

2학년 2반 학생이다.
- 김해림 : 김해림 역

2학년 2반 학생이다.
- 안지현 : 안지현 역

2학년 2반 학생이다.
- 강성하 : 강성하 역

2학년 2반 학생이다.
- 김봄이 : 김봄이 역

2학년 2반 학생이다.
- 김솔 : 김솔 역

2학년 2반 학생이다.
- 김지아 : 김지아 역

2학년 2반 학생이다.
- 문지우 : 문지우 역

2학년 2반 학생이다.
- 박소희 : 박소희 역

2학년 2반 학생이다.
- 오세일 : 오세일 역

2학년 2반 학생이다.
- 이유진 : 이유진 역

2학년 2반 학생이다.
- 이정귀 : 이정귀 역

2학년 2반 학생이다.
- 이지현 : 이지현 역

2학년 2반 학생이다.
- 이혜성 : 이혜성 역

2학년 2반 학생이다.
- 최민지 : 최민지 역

2학년 2반 학생이다.
- 최수미 : 최수미 역

2학년 2반 학생

### 그 외 인물
- 김나운 : 김민기의 어머니 역
- 이연경 : 송하경의 어머니 역
- 정문엽 : 당구장 양아치 역
- 김주환 : 정재민 검사 역
- 조영진 : 남순의 아버지 역
- 천민희 : 김윤주 역
- 육미라 : 학부모 역
- 정명준 : 감사위원 역
- 조현진 : 세찬학원 직원 역
- 민준현 : 경찰 역
- 민아령 : 박흥수의 누나 역
- 최윤준 : 슈퍼 사장 역
- 김광인 : 주유소 사장 역
- 정영금 : 박흥수의 고모 역
- 강철성 : 레스토랑 손님 역
- 박성균 : 레스토랑 매니저 역
- 정석규 : 경찰 역
- 윤영목 : 형사 역
- 김재흠 : 금은방 사장 역

## 수상 경력
- 2012년 KBS 연기대상
  - 미니시리즈부문 여자 우수연기상 : 장나라
  - 남자 신인연기상 : 이종석
- 2012년 학교폭력 근절 유공자 표창 시상식(12월 28일) : 대한민국 교육과학기술부(현 교육부) 장관 표창
- 2013년 서울시 교육청 감사패[5]
- 2013년 제17회 YWCA연합회 좋은 TV 프로그램 상 청년·청소년 부문[6]
- 2013년 제2회 에이판 스타 어워즈
  - 남자 우수연기상 : 이종석
  - 남자 신인연기상 : 김우빈

## 시청률
아래의 파란색 숫자는 '최저 시청률'이고, 빨간색 숫자는 '최고 시청률'이다. 시청률조사회사와 지역별로 시청률에 차이가 있을 수 있다.
| 2012년  | 2012년    | 2012년         | 2012년       | 2012년         | 2012년       |
| 회차    | 방송일    | TNMS 시청률    | TNMS 시청률  | AGB 시청률     | AGB 시청률   |
| 회차    | 방송일    | 대한민국(전국) | 서울(수도권) | 대한민국(전국) | 서울(수도권) |
| ------- | --------- | -------------- | ------------ | -------------- | ------------ |
| 제1회   | 12월 3일  | 8.2%           | 8.6%         | 8.0%           | 8.6%         |
| 제2회   | 12월 4일  | 10.0%          | 10.9%        | 8.2%           | 8.8%         |
| 제3회   | 12월 10일 | 11.5%          | 12.7%        | 10.8%          | 11.8%        |
| 제4회   | 12월 11일 | 10.4%          | 10.8%        | 8.9%           | 9.4%         |
| 제5회   | 12월 17일 | 12.9%          | 13.5%        | 9.8%           | 10.7%        |
| 제6회   | 12월 18일 | 12.9%          | 14.2%        | 11.5%          | 12.7%        |
| 제7회   | 12월 24일 | 11.7%          | 12.1%        | 10.2%          | 11.1%        |
| 제8회   | 12월 25일 | 14.8%          | 16.5%        | 12.9%          | 14.3%        |
| 2013년  |           |                |              |                |              |
| 제9회   | 1월 1일   | 15.7%          | 16.3%        | 15.2%          | 16.8%        |
| 제10회  | 1월 7일   | 14.7%          | 15.1%        | 13.1%          | 14.6%        |
| 제11회  | 1월 8일   | 16.3%          | 18.0%        | 15.8%          | 17.3%        |
| 제12회  | 1월 14일  | 16.1%          | 17.3%        | 14.5%          | 16.4%        |
| 제13회  | 1월 15일  | 17.1%          | 18.3%        | 15.5%          | 17.3%        |
| 제14회  | 1월 21일  | 15.1%          | 15.9%        | 14.0%          | 16.1%        |
| 제15회  | 1월 22일  | 15.3%          | 16.2%        | 15.7%          | 17.3%        |
| 제16회  | 1월 28일  | 16.0%          | 17.1%        | 15.0%          | 17.0%        |
| 스페셜1 | 1월 29일  | 12.7%          | 13.3%        | 11.5%          | 12.7%        |

## 사운드 트랙
2012년 12월 4일부터 포미닛, 제이민, 김보경, 뉴 라이프 처치 키즈의 수록곡이 차례로 선공개되었다.
아래는 싱글앨범에 포함된 곡들이며, 정렬기준은 출시 순이다.

### 1부
| #  | 제목                                        | 작사                   | 작곡           | 재생 시간 |
| -- | ------------------------------------------- | ---------------------- | -------------- | --------- |
| 1. | 〈Welcome To The School〉 (포미닛)          | 박근철, 이상렬, 서정환 | 박근철, 이상렬 | 3:43      |
| 2. | 〈Welcome To The School (연주곡)〉 (포미닛) |                        | 박근철, 이상렬 | 3:43      |

### 2부
| #  | 제목                                 | 작사           | 작곡           | 재생 시간 |
| -- | ------------------------------------ | -------------- | -------------- | --------- |
| 1. | 〈Beautiful Days〉 (제이민)          | 박근철, 이상렬 | 박근철, 이상렬 | 4:20      |
| 2. | 〈Beautiful Days (연주곡)〉 (제이민) |                | 박근철, 이상렬 | 4:20      |

### 3부
| #  | 제목                                    | 작사 | 작곡         | 재생 시간 |
| -- | --------------------------------------- | ---- | ------------ | --------- |
| 1. | 〈혼자라고 생각말기〉 (김보경)          | 개미 | 개미, 이건영 | 3:32      |
| 2. | 〈혼자라고 생각말기 (연주곡)〉 (김보경) |      | 개미, 이건영 | 3:32      |

### 4부
| #  | 제목                                                   | 작사   | 작곡         | 재생 시간 |
| -- | ------------------------------------------------------ | ------ | ------------ | --------- |
| 1. | 〈청개구리〉 (김보경)                                  | 개미   | 개미         | 2:59      |
| 2. | 〈Looking Up Together〉 (뉴 라이프 처치 키즈)          | 이아람 | 개미, 이건영 | 3:44      |
| 3. | 〈청개구리 (연주곡)〉 (김보경)                         |        | 개미         | 2:59      |
| 4. | 〈Looking Up Together (연주곡)〉 (뉴 라이프 처치 키즈) |        | 개미, 이건영 | 3:44      |

### OST
| #   | 제목                                                   | 작사                   | 작곡           | 재생 시간 |
| --- | ------------------------------------------------------ | ---------------------- | -------------- | --------- |
| 1.  | 〈Welcome To The School〉 (포미닛)                     | 박근철, 이상렬, 서정환 | 박근철, 이상렬 | 3:43      |
| 2.  | 〈Beautiful Days〉 (제이민)                            | 박근철, 이상렬         | 박근철, 이상렬 | 4:20      |
| 3.  | 〈혼자라고 생각말기〉 (김보경)                         | 개미                   | 개미, 이건영   | 3:32      |
| 4.  | 〈청개구리〉 (김보경)                                  | 개미                   | 개미           | 2:59      |
| 5.  | 〈Looking Up Together〉 (뉴 라이프 처치 키즈)          | 이아람                 | 개미, 이건영   | 3:44      |
| 6.  | 〈Welcome To The School (연주곡)〉 (포미닛)            |                        | 박근철, 이상렬 | 3:43      |
| 7.  | 〈Beautiful Days (연주곡)〉 (제이민)                   |                        | 박근철, 이상렬 | 4:20      |
| 8.  | 〈혼자라고 생각말기 (연주곡)〉 (김보경)                |                        | 개미, 이건영   | 3:32      |
| 9.  | 〈청개구리 (연주곡)〉 (김보경)                         |                        | 개미           | 2:59      |
| 10. | 〈Looking Up Together (연주곡)〉 (뉴 라이프 처치 키즈) |                        | 개미, 이건영   | 3:44      |
| 11. | 〈발걸음〉 (Various Artists)                           |                        | 개미, 이건영   | 3:56      |
| 12. | 〈사랑해요 선생님〉 (Various Artists)                  |                        | 개미           | 3:36      |
| 13. | 〈함께 걷는 길〉 (Various Artists)                     |                        | CSMUSIC&       | 2:44      |
| 14. | 〈My Friends〉 (Various Artists)                       |                        | 개미, 이건영   | 3:43      |
| 15. | 〈혼자라고 생각말기 (피아노 버전)〉 (Various Artists)  |                        | 개미, 이건영   | 2:35      |

## 참고 사항
- 본 작품에 출연한 배우들 가운데 한명인 최창엽(김민기 역)은 마약류관리에 관한 법률위반 혐의로 2016년 9월 구속 수감되었고[9] 이 과정에서 KBS,MBC 출연금지 명단에 올라야 했다.
- 담당 PD(이민홍)와 함께 KBS 2TV 추리 3부작 '돛배를 찾아서' 살아남은 자의 슬픔에서 연출자(이민홍)-연기자(나한일)로 호흡을 맞춘 나한일은 최창엽이 그랬던 것처럼 불미스러운 일[10] 탓인지 KBS, MBC 출연금지 명단에 올라야 했다.

## 같이 보기
| 방영 채널 | 경쟁작        | 방영 기간                         |
| --------- | ------------- | --------------------------------- |
| MBC       | 마의          | 2012년 10월 1일 ~ 2013년 3월 25일 |
| SBS       | 드라마의 제왕 | 2012년 11월 5일 ~ 2013년 1월 7일  |
| SBS       | 야왕          | 2013년 1월 14일 ~ 2013년 4월 2일  |